# Mike Ribeiro
Michael „Mike” Tavares Ribeiro (ur. 20 lutego 1980 w Montrealu) – kanadyjski hokeista pochodzenia portugalskiego.

## Kariera
- Montréal-Bourassa Collège Fr. (1995–1997)
- Rouyn-Noranda Huskies (1997–1999)
- Fredericton Canadiens (1999)
- Quebec Remparts (1999–2000)
- Montreal Canadiens (1999, 2000, 2001–2004, 2005–2006)
  -  Quebec Citadelles (2000–2002)
  -  Hamilton Bulldogs (2003)
  -  Blues (2004–2005)
- Dallas Stars (2006–2012)
- Washington Capitals (2012–2013)
- Phoenix Coyotes (2013–2014)
- Nashville Predators (2014–)
- Milwaukee Admirals (2016–)

W wieku juniorskich grał w lidze QMJHL w ramach CHL. Wówczas zdobywał osiągnięcia indywidualne w postaci trofeów. W drafcie NHL z 1998 został wybrany przez Montreal Canadiens. W tym klubie występował w lidze NHL od sezonu 1999/2000, jednak nieregularnie, gdyż jednocześnie był przekazywany do zespołów podrzędnych w rozgrywkach AHL. Na stałe w drużynie Canadiens grał od sezonu NHL (2003/2004) aż do 2006. Następnie przez sześć lat grał w amerykańskim klubie Dallas Stars. W sezonie NHL (2012/2013) występował w stołecznym Washington Capitals. Od lipca 2013 zawodnik Phoenix Coyotes, związany czteroletnim kontraktem. W czerwcu 2014 władze klubu wykupiły jego kontrakt w wymiarze pozostałych trzech lat i Ribeiro został wolnym zawodnikiem. 15 lipca 2014 został zawodnikiem Nashville Predators.

## Sukcesy

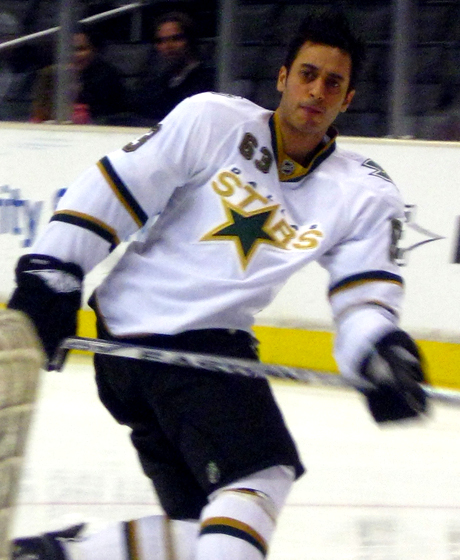
Mike Ribeiro w barwach Dallas Stars (2009)

Reprezentacyjne
- Brązowy medal mistrzostw świata juniorów do lat 20: 2000

Klubowe
- Mistrz dywizji NHL: 2013 z Washington Capitals

Indywidualne
- Sezon QMJHL i CHL 1997/1998:
  - Pierwsze miejsce w klasyfikacji asystentów w sezonie zasadniczym QMJHL: 85 asyst
  - Drugi skład gwiazd QMJHL
  - Michel Bergeron Trophy - nagroda dla najlepszego ofensywnego pierwszoroczniaka sezonu QMJHL
  - Paul Dumont Trophy - osobowość roku QMJHL
  - Coupe RDS - nagroda dla najlepszego pierwszoroczniaka sezonu QMJHL
  - Skład gwiazd pierwszoroczniaków CHL
  - CHL Top Prospects Game
- Sezon QMJHL i CHL 1998/1999:
  - Pierwsze miejsce w klasyfikacji asystentów w sezonie zasadniczym QMJHL: 100 asyst
  - Trophée Jean Béliveau - pierwsze miejsce w klasyfikacji kanadyjskiej w sezonie zasadniczym QMJHL: 167 punktów
  - Pierwszy skład gwiazd QMJHL
  - Nagroda za pierwsze miejsce w klasyfikacji kanadyjskiej w CHL: 167 punktów
  - Pierwszy skład gwiazd CHL
- Sezon NHL (2007/2008):
  - NHL All-Star Game
- Sezon NHL (2012/2013):
  - Piąte miejsce w klasyfikacji asystentów w sezonie zasadniczym: 36 asyst